# Італо-албанська католицька церква
Іта́ло-алба́нська като́лицька це́рква (лат. Ecclesiae Catholico Italo-Albanica; італ. Chiesa cattolica Italo-Albanese; алб. Kisha Katolike Italo-Shqiptare), яку іноді називають, посилаючись на її візантійський обряд, Іта́ло-алба́нською візанті́йською католи́цькою це́рквою (лат. Byzantinum Ecclesia Catholico Italo-Albanica; італ. Chiesa Cattolica Bizantina Italo-Albanese; алб. Kisha Katolike Bizantine Italo-Shqiptare) або Іта́ло-алба́нська це́рква — східно-католицька юрисдикція sui iuris, яка знаходиться в повному євхаристійному спілкуванні з Латинською церквою, так і з 22 іншими східно-католицькими церквами, утворюючи разом Католицьку церкву. Використовує давньогрецьку мову (мова, яка була основою всіх народів у традиціях Східних церков) або албанської мови (рідної мови громади), італо-албанські (Арбереші) члени зосереджені в Південній Італії (Абруццо, Апулія, Базиліката, Калабрія) та Сицилії.
Італо-албанська церква знаходиться в повному спілкуванні з Папою Римським, безпосередньо підпорядковуючись Римській Конгрегації Східних Церков, але дотримується ритуальних та духовних традицій, поширених у більшості Східних православних церков. Члени церкви — це нащадки висланих албанців, які в XV столітті втекли до Італії під тиском турецьких переслідувань в Албанії та територіях, населених албанцями на Балканах і Пелопоннесі. Албанське населення в Італії до сьогодні зберігає свою мову, звичаї та релігійні обряди свого походження. Ця Церква зберігає спадщину, етнічні, культурні та релігійні традиції своїх предків-албанців, зберігаючи живими духовні та літургійні традиції Східної Церкви часів Юстиніана (VI століття).
Крім двох єпархій до церкви входить монастир ордену василіян Ґроттаферрата, що має статус територіального абатства.

## Назва
Візантійський обряд був завезений в Італію в XV столітті албанськими вигнанцями, які тікали з Албанії, Епіру та Мореї через переслідування турками-османами мусульманської віри. Італія вже знала східнохристиянські обряди в попередні століття, але відтоді вони зникли. Албанці, православні, об'єднані в Римі з Собором Феррари-Флоренції, привезли з собою мову, звичаї та вірування, ревниво дотримуючись візантійського обряду і природно з'єднуючись між Сходом і Заходом (див. Місії Албанії в Албанії в 1690—1769 роках, з Охридом, критським візантійським мистецтвом та новими місіями рехристиянізації Албанії в 1900 р.).
Отже, для Італо-албанської католицької церкви характерна специфічна етнічна група: албанці Італії (Арбреше або Італо-Альбанезі).
Єдиним місцем, де в Італії залишився візантійський обряд, був монастир Ґроттаферрата, який протягом століть стабільно латинізувався. Албанці Сицилії та Калабрії, починаючи з вісімнадцятого і дотепер, оживляли монастир, де більшість його ченців, абатів та студентів були і є італо-албанцями.
Назва «грецький» стосується візантійського обряду (на відміну від «латинського» римського обряду), а не етнічної складової.

## Історія
Візантійська традиція на Сицилії і в Південній Італії виникла в V–VI століттях. В VIII столітті візантійський імператор Лев III перевів цю область з юрисдикції папи під юрисдикцію Константинопольського патріархату, однак після норманського завоювання і втрати Візантією Південної Італії Римські папи знову відновили свою владу над грекомовними громадами Італії. Багато з цих громад не брали участь в Великому розкол XI століття і зберегли церковне спілкування з Римським престолом, утворивши таким чином Візантійсько-католицьку церкву.

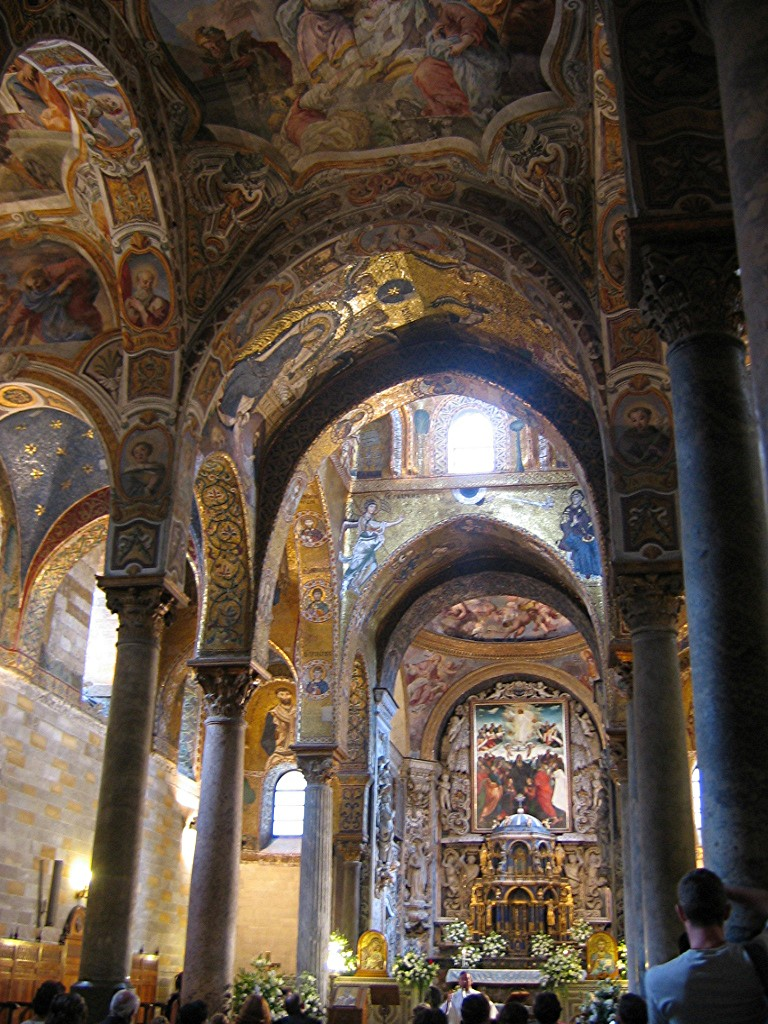
Інтер'єр церкви Марторана в Палермо — одного з двох кафедральних соборів єпархії П'яна-дельї-Албанезі

Табличка на італо-албанській церкві св. Афанасія в Римі із зображенням ключів св. Петра і написом грецькою мовою

У другій половині XV століття після поразки повстання Скандербега до Південної Італії переселилася значна кількість албанських емігрантів, певна частина яких сповідувала православ'я, а після еміграції приєдналася до католицької церкви візантійського обряду. За приблизними підрахунками албанські біженці заснували на півдні Італії від 80 до 120 поселень. З цього періоду традиційна назва «італо-грецька церква» починає поступово змінюватися на «італо-албанська».
Італо-албанська церква пережила безліч як внутрішніх негараздів, так і конфліктів з латинським єпископатом. 1564 року папа Пій IV видав конституцію Романа Понтіфекс, якої підпорядкував італо-албанську церква юрисдикції латинських єпископів, які нерідко були налаштовані вороже по відношенню до візантійського богослужіння. Папа Климент VIII спробував у 1595 у буллою Instructio super ritibus Italo-Graecorum запобігти втраті італо-албанською церквою своїх літургійних традицій і заснував посаду єпископа для італійських католиків візантійського обряду. Проте, процес переходу італо-албанців в латинський обряд і їх розчинення у переважно латинською оточенні не припинявся. Намагаючись зупинити цей процес папа Климент XII заснував у 1732 та 1734 роках семінарії в Калабрії і на Сицилії, які повинні були готувати священиків візантійського обряду. 1742 року папа Бенедикт XIV в конституції Etsi Pastoralis переглянув дискримінаційні положення церковного законодавства щодо італо-албанців. Втім, хоча конституція закликала італо-албанців до збереження свого обряду, першість латинського підкреслювалося. Остаточно повну рівність двох обрядів було визнано в XIX столітті папою Львом XIII в конституції Ecclesiarum Orientalium Dignitas.
У 1919 році була заснована у єпархія візантійського обряду в Лунґро (Калабрія), її юрисдикція поширювалася на південь Аппенінського півострова, а 26 жовтня 1937 року була заснована єпархія П'яна-дельї-Греці на Сицилії. 1941 року єпархію П'яна-дельї-Греці перейменували на П'яна-дельї-Албанезі. Рішенням Івана XXIII у 1960 року, до складу єпархії П'яна-дельї-Альбанезі входять вірні з муніципалітетів П'яна-дельї-Альбанезі, Меццоюзо, Палаццо-Адріано та Контесса-Ентелліна. 1937 року грецький монастир святого Ніла (Ґроттаферрата), заснований 1004-го року Нілом Россанським, вилучили з-під влади місцевого єпископа. Він набув статусу територіального абатства і був підпорядкований безпосередньо Римському престолу.

### Церковний статус
До 1919 року італо-греки підлягали юрисдикції латинських єпархіальних єпископів. Однак папи часом призначали титулярного архиєпископа, який проживав у Римі, для рукоположення своїх священиків. Коли Климент XII заснував коледж Корсіні в Сан-Бенедетто-Уллано в 1736 році, він призначив його керівником єпископа-резидента або архієпископа грецького обряду. Папа Римський Бенедикт XIV у папській Буллі «Etsi pastoralis» (1742) збирав, координував та доповнював різні постанови своїх попередників, і ця Була все ще була законом у 1910 р., який регулював передачу духовенства та мирян між громадами Церкви Греції та Латинської церкви та зазначивши, що діти змішаних шлюбів будуть підпорядковуватися Латинській церкві.

### Sui juris
6 лютого 1784 р. було створено додієцезійний ординаріат албанців на Сицилії, при якому спочатку цю посаду займав єпископ Папас Джорджо Стассі, титульний єпископ Лампсака.
До 1909 року ще один ординарій для греків Калабрії проживав у Неаполі.
У 20 столітті в 1919 році в Калабрії була заснована Єпархія Лунгро (східно-католицька єпископія), яка обслуговує албанців візантійського обряду в материковій частині Італії, а 26 жовтня 1937 року — Єпархія Піана-деі-Греці для тих, хто просувався з Сицилії Ординаріат Сицилії. За місяць до заснування єпархії Піана-деі-Греці в 1937 році монастир візантійських обрядів Святої Марії Ґроттаферратської, недалеко від Риму, отримав статус територіального абатства, відокремлюючи його від юрисдикції місцевого єпископа. У жовтні 1940 року три ординарії провели міжєпархіальний синод для збереження своїх візантійських традицій та єдности з делегацією з спостереження за православною церквою Албанії. 25 жовтня 1941 р. єпархія Піана-деі-Гречі була перейменована на Єпархія Піана-дельї-Абанесі / Eparhia e Horës së Arbëreshëvet.
У 2004 та 2005 роках на трьох засіданнях відбувся другий міжєпархіальний синод, на якому було затверджено 10 документів для «богословсько-пастирського контексту синоду, використання Святого Письма, катехизи, літургії, формування духовенства, канонічного права, екуменічних та міжрелігійних відносин, відносин з іншими східно-католицькими церквами, реевангелізація та місія». Вони були подані до Святого Престолу і все ще вели діалог на середину 2007 року щодо їх оприлюднення.

## Сучасний стан
Італо-албанська католицька церква складається з двох незалежних єпархій (Лунгро і П'яна-дельї-Албанезі), а також незалежного від них територіального абатства василіян Ґроттаферрата. Церкві належить також Папська Грецька колегія св. Атанасія, де випускники італо-албанських семінарій можуть поглибити освіту.
Літургія традиційно проводиться грецькою мовою, однак після II Ватиканського собору поряд з грецьким у богослужіннях використовуються італійська та албанська мови. Єпархію Лунґро з 1987 по 2012 рік очолював єпископ Ерколе Лупінацці, з 12 травня 2012 року очолює Донато Оліверіо. Єпархію П'яна-дельї-Албанезі — з 1988 до 2015 року очолював єпископ Сотір Феррара. 31 березня 2015 року Папа Франциск призначив о. Джорджіо Деметріо Ґалларо Єпархом італо-албанської греко-католицької єпархії в П'яна-дельї-Албанезі.
За даними Annuario Pontificio у 2007 році єпархія Лунґро налічувала 33 000 осіб, 29 парафій і 34 священники, єпархія П'яна-дельї-Албанезі 28 500 осіб, 15 парафій і 31 священник. Монастир Ґроттаферрата налічує 25 ченців, з яких 15 — священники.

## Організація

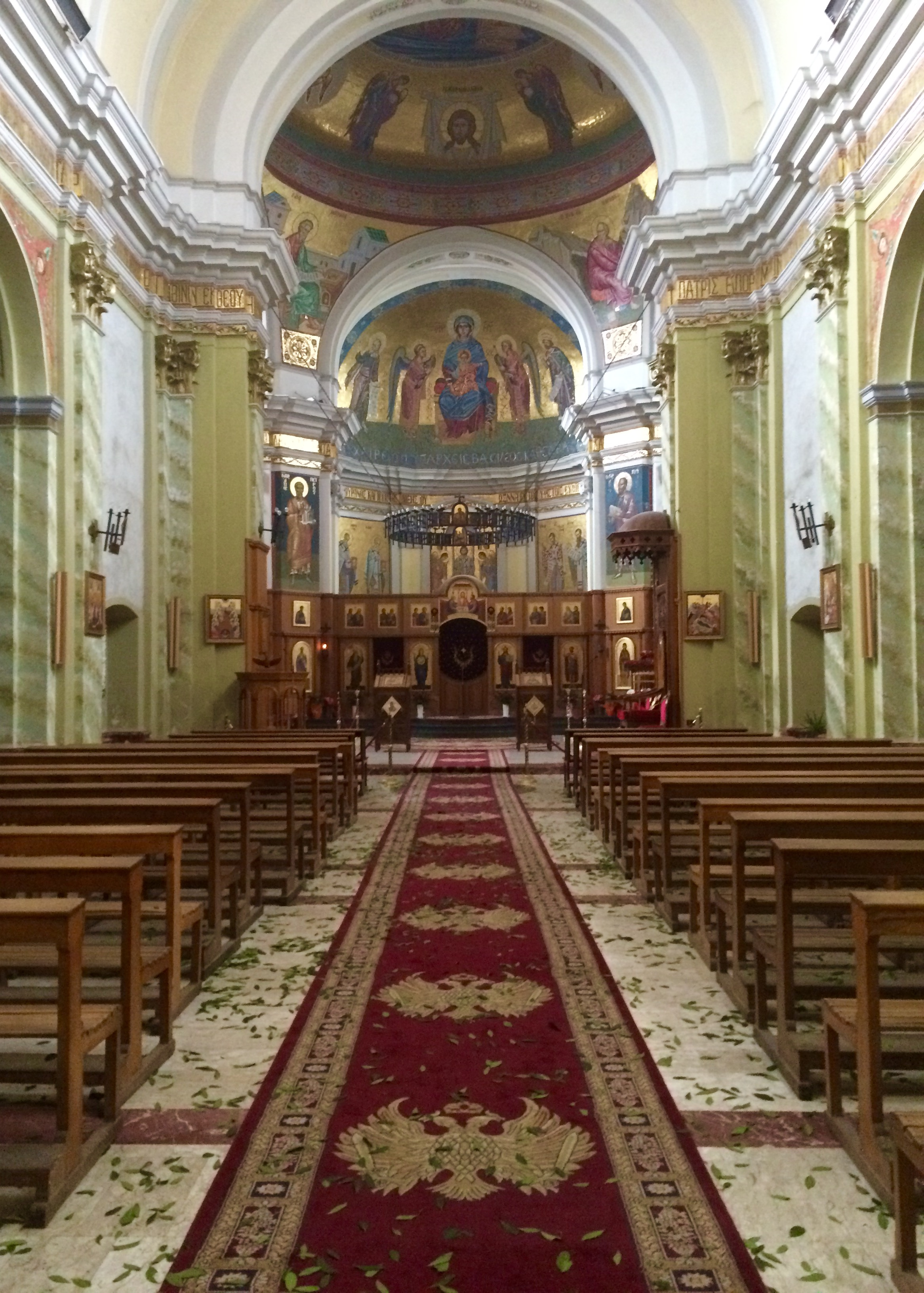
Собор Святого Миколая Мирліканського, Лунґро албанців континентальної Італії

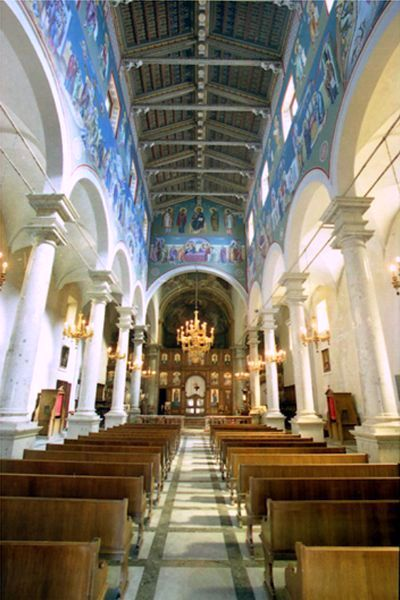
Собор албанців островної Італії П'яна-дельї-Альбанезі

Є три церковні юрисдикції, що складають італо-албанську католицьку церкву:
- Єпархія Лунґро
- Єпархія П'яна-дельї-Албанезі
- Територіальне абатство Святої Марії з Ґроттаферрати[15]

Самі єпархії не були організовані як митрополича церква і залишаються на рівних, безпосередньо підпорядкованих Святому Престолу. Ці єпархії дозволяють висвячувати одружених чоловіків у священики, а також вони керують кількома парафіями Латинської церкви на відповідних територіях єпархій.
Станом на 2010 рік кількість членів церкви становила приблизно 61 000 вірних, з двома єпископами, 45 парафіями, 82 священниками, 5 дияконами та 207 братами і сестрами-релігійниками.
У церкві знаходяться такі релігійні установи: італійсько-албанські ченці монахів-василіян Ґроттаферрата (присутній у Лаціо, Калабрії та Сицилії), Suore Collegine della Sacra Famiglia та конгрегація італійсько-албанських сестер-василіанок Figlie di Santa Macrina (присутній на Сицилії, Калабрії, Албанії та Косово).
Італо-албанські громади були сформовані в містах Мілан, Турин, Рим, Неаполь, Барі, Лечче, Кротоне, Козенца та Палермо, а також у Швейцарії, Німеччині, США, Канаді, Аргентині та Бразилії. Однак вони залежать від латинських єпархій, і лише в деяких випадках відправляється візантійська літургія. Протягом століть, хоча і обмежено, існували релігійні контакти між албанцями Італії з християнським Сходом (монастирі на Криті) та Албанією (архієпархія Шкодер, Дуррес, Хімара). Важливим є духовний та культурний внесок ченців та ієромонацьких албанців у монастирі Ґроттаферрата.
За межами Італії є деякі діаспорні громади італо-албанських, організовані в релігійні об'єднання та парафії.
У Сполучених Штатах існують інші церкви візантійського обряду (наприклад, церква Богоматері Мудрості в Лас-Вегасі, під юрисдикцією Візантійської католицької єпархії Фенікса, та італо-греко-католицька місія Богоматері Грації в Нью-Йорку, під юрисдикцією Римсько-католицької архієпархії Нью-Йорка) і в цілому східного обряду або іншої етнолінгвістичної та історичної традиції.